# Universidade Bucknell
Universidade Bucknell é uma universidade privada de artes liberais localizada ao longo do braço ocidental do rio Susquehanna na cidade de Lewisburg, na região central da Pensilvânia nos Estados Unidos. A universidade é formada pelas faculdades de Artes e Ciências, Administração e Engenharia. Bucknell foi fundada em 1846, e têm programas em engenharia, administração, educação e música. Também tem cursos pré-profissionais que preparam os alunos para estudos em Direito e Medicina. Há quase 50 cursos de graduação e mais de 60 áreas de ênfases.
É uma universidade voltada principalmente a cursos de graduação (com 3.600 estudantes), havendo somente 60 estudantes de pós-graduação no campus. Há estudantes provenientes de todos os estados americanos e mais de 66 países.
Bucknell tem quase 200 organizações estudantis e uma forte presença de estudantes filiados a organizações de fraternidades. O mascote da universidade é Bucky, o Bisão, e a universidade faz parte da Liga Patriota da Divisão I da NCAA.

## História

### Fundação e Primeros Anos
Fundada em 1846, em Lewisburg, a Unversidade Bucknell têm suas origens ligadas a um grupo da Igreja Batista de White Deer Valley que considerou "desejável que um instituição literária fosse estabelecida na região central da Pensilvânia, tendo uma escola de ensino médio para homens, outra para mulheres, uma faculdade e também uma instituição teológica."
Os esforços do grupo para a criação da instituição começaram em 1845, quando foi pedido a Stephen William Taylor, um professor na Universidade Madison (hoje Universidade Colgate em Hamilton), que preparasse um  charter (documento contendo detalhes sobre a organização e gestão da universidade ) e atuasse como responsável geral pelo desenvolvimento da universidade. O charter para a criação da universidade em Lewisburg - aprovado pela Assembleia Geral da Pensilvânia e pelo governador do Estado, em 5 de fevereiro de 1846 - estipulava que fossem levantados US$ 100 000, para que a nova instituição obtivesse seu reconhecimento pleno. Mais de 4 000 pessoas contribuíram, incluindo um garoto que doou 12 centavos de dólar.
Em 1846, a "escola preparatória para a universidade" foi aberta no porão da Primeira Igreja Batista de Lewisburg. Conhecida originalmente como Escola de Ensino Médio de Lewisburg, ela se tornou em 1848 o Departamento Primário e Acadêmico da Universidade em Lewisburg.
Em 1850, o departamento mudou-se para o primeiro prédio feito no campus, agora chamado de Taylor Hall. Construído por US$ 8 000, o prédio hospedou ao mesmo tempo as escolas de homens e mulheres até a abertura da instituição feminina em 1852. Enquanto estudando juntos, as mulheres eram requeridas a se virar para leste enquanto os homens para o oeste.
A primeira cerimonia de graduação ocorreu em 20 de agosto de 1851, para uma classe de sete homens. Entre os membros da administração presentes estavam James Buchanan, que se tornou o décimo quinto presidente dos Estados Unidos, e Stephen Taylor em seu último ato oficial antes de assumir o cargo de presidente da Universidade Madison. Um dia antes, os administradores elegeram Howard Malcom como primeiro presidente da universidade, um posto que ele assumiu por seis anos.

### Instituição Feminina

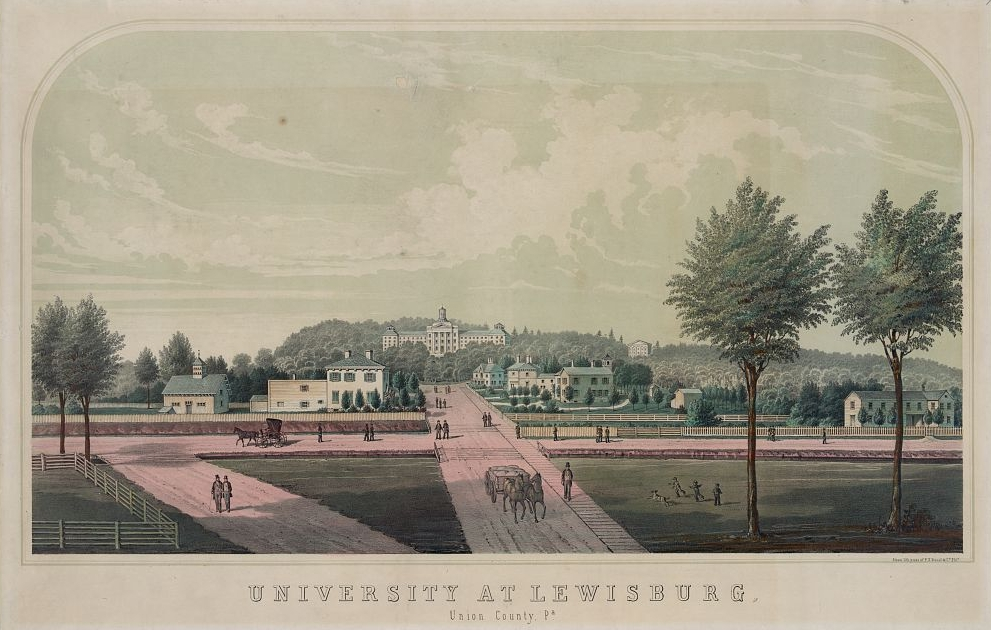
Universidade Bucknell nos anos 1870

Apesar de o instituto feminino ter começado em 1852, foi somente em 1883 que os cursos de graduação foram abertos para as mulheres. Bucknell, entretanto, estava comprometida com oportunidades iguais de educação para as mulheres.
O compromisso foi refletido nas palavras de David Jayne Hill da classe de 1874, e presidente da universidade de 1879 a 1888. "Nós precisamos na Pensilvânia, no centro geográfico do estado, uma universidade, não no senso alemão mas no americano, onde cada ramificação do conhecimento não-profissional possa ser buscado, independente de sexo. Não tenho um plano maduro para anunciar para ambos os sexos; mas a diretora do seminário feminino propõe a inauguração de um curso para mulheres igual ao do Vassar; ambos os sexos tendo vantagens iguais, entretanto não recitando juntos."
No período de cinco anos, as matrículas cresceram tão grandemente que a universidade construiu um novo prédio chamado Larison Hall para acomodar o instituto feminino. As mulheres podiam se aventurar pela cidade apenas na companhia de uma professora mulher que teve pelo menos seis anos de experiência em cuidar de garotas.

### O benfeitor William Bucknell
Em 1881, enfrentando circunstâncias financeiras terríveis, a universidade pediu a William Bucknell, um membro do foro do quadro de administradores, ajuda. Sua doação de US$ 50 000 salvou a universidade da ruína. Em 1886, em reconhecimento do suporte de Bucknell, os administradores votaram por unanimidade para trocar o nome de Universidade em Lewisburg para Universidade Bucknell. Bucknell Hall, o primeiro de vários prédios dados à universidade por Bucknell, era inicialmente uma capela e por mais de meio século o lugar de performances musicais e teatrais. Hoje, ela abriga o Centro Stadler para Poesia.

### Expansão continuada

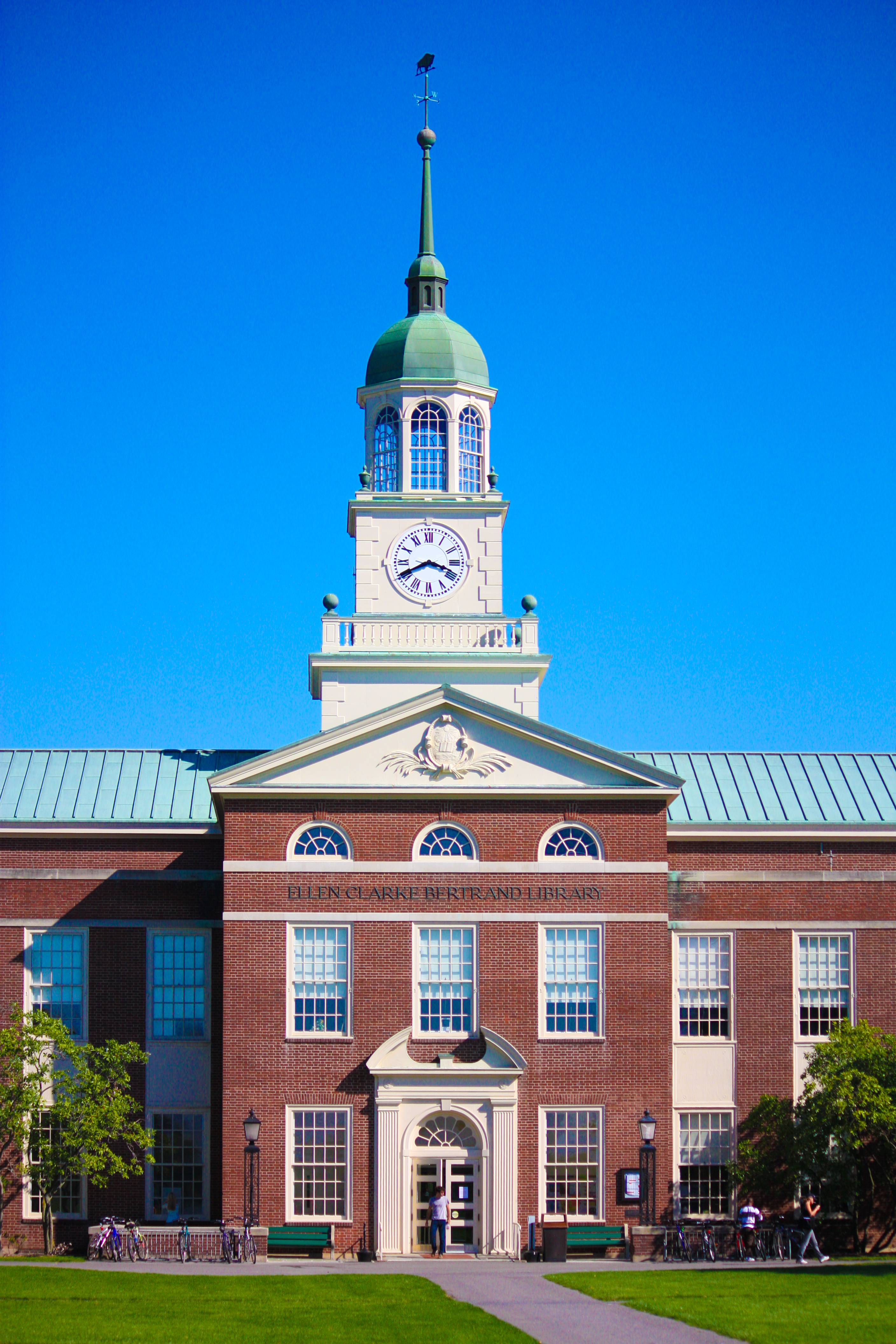
Biblioteca Ellen Clarke Bertrand

Nos quarenta anos entre 1890 e 1930 foi observado um crescente número de professores e estudantes. Quando a grande depressão trouxe uma queda nas matrículas em 1933, vários membros do corpo docente foram "emprestados" para fundar uma nova instituição, a Faculdade Júnior Bucknell em Wilkes-Barre. Hoje, esta instituição é uma universidade de quatro anos chamada Universidade Wilkes, independente de Bucknell desde 1947.
Novas construções significantes nos anos 1970 incluem o Centro Elaine Langone, Gerhard Fieldhouse, e o Centro de Computação. Durante o começo dos anos 1980, a capacidade da biblioteca Bertrand foi dobrada e as instalações para engenharia substancialmente renovadas. Em 1988, o Centro Weis para as Artes Cênicas foi completado.
Novas instalações para as ciências incluem a renovação do Prédio de Ciência Olin, a construção do Prédio de Química Rooke em 1990 e a finalização de um novo prédio de biologia em 1991. O prédio McDonnell Residence Hall e o Prédio de Música Weis foram completados em 2000. O Prédio O'Leary para Psicologia e Geologia foi aberto no outono do hemisfério norte de 2002 e o novo Centro Atlético Recreativo Kenneth Langone foi aberto durante o ano acadêmico entre 2002-2003. A instalação mais recente, o Prédio de Engenharia Breakiron, foi aberto em 2004.

### Planejamento estratégico
Em 29 de abril de 2006, o quadro de adminstração aprovou por unanimidade "O plano para Bucknell", que clama por melhoria em cinco áreas: fortalecimento do currículo acadêmico, aprofundamento da experiência do aprendizado residencial, melhoria da diversidade, criar ligações com a comunidade local, e garantindo o futuro financeiro de Bucknell.
A universidade reportou ter US$ 600 milhões em investimentos em seus fundos de doações em 2007.

## Campus
Bucknell tem um campus de 1,80 quilômetros quadrados com mais de 100 prédios. A Academic West será a nova casa para os departamentos de ciências sociais e centros interdisciplinares adicionará 6 500 metros quadrados de espaço acadêmico e está planejado para estar completado no outono do hemisfério norte de 2013.
O primeiro prédio da universidade, Taylor Hall, foi aberto em 1850. Hoje abriga a Faculdade de Administração.
O Centro Atlético de Recreação Kenneth Langone foi completado em 2003. Abriga uma academia de última geração, piscinas olímpicas e o ginásio Sojka Pavilion para 4 000 pessoas, casa dos times masculinos e femininos de basquete e nomeado em homenagem ao Dr. Gary Allan Sojka, um antigo presidente da universidade que continuou lecionando como professor de biologia até a sua aposentadoria em 2006.
Feito em estilo georgiano colonial, a Capela Rooke é o lugar do campus para cultos, casamentos e celebrações. Junto a capela, há um centro de meditação e os escritórios da Capelania e da Vida Religiosa. A capela foi consagrada em 25 de outubro de 1965 e foi um presente de Robert L. Rooke, um ex-aluno da classe de 1913 e membro do quadro de administração da universidade. A parte principal da capela inclui o nártex, o santuário, a área do coro, câmara do órgão e galerias que envolve o santuário em três lados. Aproximadamente 850 pessoas podem se assentar no santuário e nas galerias.
O Estádio Memorial Christy Mathewson é um estádio multi-uso para 13 100 pessoas. Originalmente construído em 1924, o estádio foi renovado e renomeado em honra à Mathewson em 1989. É casa do time de futebol americano da Universidade Bucknell e da escola de ensino médio de Lewisburg. Christy Mathewson é um ex-aluno que entrou no Hall da Fama sendo o arremessador do time New York Giants de beisebol no começo do século XX.

## Academia

### Faculdade de Artes e Ciências
Sendo uma instituição focada na graduação, Bucknell oferece 47 cursos de gradução e 65 áreas de ênfases. Os cursos incluem história, matemática, estudos para o meio ambiente, geologia, estudos para o leste asiático, administração, biologia, química, educação, música, história da arte, inglês, comportamento animal, neurociência, economia, filosofia, física, ciências políticas, psicologia, teatro e várias línguas estrangeiras. Os estudantes podem construir suas próprias grades curriculares. A faculdade é composta por três divisões tradicionais das artes liberais: humanidades, ciências sociais e ciências naturais e matemática com mais de 275 professores em 31 departamentos. Bucknell é conhecida pela sua grande variedade de pesquisas acadêmicas, oportunidades abertas à todos os estudantes.
O Centro Bucknell para o Meio Ambiente (BUEC) patrocinou uma série de simpósios sobre sustentabilidade e meio ambiente global e tem grandes iniciativas focadas em arte, cultura e ecologia do rio Susquehanna e de tornar o campus mais verde. Bucknell tem recebido recentemente uma doação dos Estudiosos Solares e está construindo um alojamento estudantil experimental que irá depender principalmente em energia renovável, incluindo células fotovoltaicas. Quarenta e quatro porcento dos estudantes de Bucknell estou no exterior. A universidade patrocina programas de seis meses em quatro lugares: Londres, Barbados, Tours e Granada, e vários outros programas de verão em lugares como a Nicarágua, que são todos acompanhados por professores da universidade. Os estudantes também podem estudar no exterior por outros meios. A razão estudante-professor é de 10:1.

### Faculdade de Engenharia
A Faculdade de Engenharia têm cursos em elétrica, química, ciência da computação, mecânica, civil e recentemente biomédica e engenharia de computação. Entre universidades americanas que não oferecem Ph.D em engenharia, Bucknell está em oitavo lugar. O departamento de engenharia química está no quarto lugar, o de Engenharia Civil em quinto, Engenharia Elétrica em sexto e Engenharia Mecânica em sétimo.
Há dois prédios principais de engenharia no campus da Universidade Bucknell. São o Prédio de Engenharia Charles A. Dana e o Prédio de Engenharia Breakiron. Conhecido pelos estudantes como "Dana", o Prédio de Engenharia Charles A. Dana foi construído em 1940, enquanto o novo prédio Breakiron foi construído em 2003.

### Escola de Administração
Os estudantes podem escolher dois caminhos, ambos garantindo um bacharelado: administração ou contabilidade. Os estudantes são admitidos no programa como calouros ou através de um processo de seleção competitivo durante o primeiro semestre de seu segundo ano. Estudantes de administração aprendem a pensar criticamente, a se comunicar efetivamente sobre problemas econômicos, sociais, políticos e culturais que irão enfrentar em suas futuras carreiras, enquanto ganha competência técnica em suas áreas.
Todos os estudantes de contabilidade podem fazer o exame de Certificação de Contador Público na Pensilvânia ou fazer o exame de Certificação de Contador de Gerência. Um programa de cinco anos, com dupla graduação em engenharia e administração está disponível para engenheiros com objetivos de ser tornar administrador. Bucknell é a primeira colocada entre as universidades.

## Classificações e Admissões
Bucknell é uma universidade de artes liberais, com uma taxa de aceitação de 27,6% para a turma de 2015. Em termos de seletividade, a U.S. News & World Report classifica a Universidade Bucknell, como "muito seletiva". Em 2011, a Forbes classificou a universidade em 48º lugar, na sua lista de melhores universidades americanas. Em sua edição de 2012, A U.S. News & World Report classificou a Bucknell em 29º lugar, entre as universidades de artes liberais dos Estados Unidos. 81% dos estudantes aceitos pela Bucknell estão entre os melhores 10% de suas classes, e 94% estão entre os melhores 20%. Em 2010-2011, Kiplinger classificou a Bucknell em 22º lugar, entre as universidades de artes liberais dos Estados Unidos com melhor custo-benefício, considerando qualidade acadêmica, custo e disponibilidade de ajuda financeira.  Bucknell também está listada no guia das Hidden Ivies, um grupo de universidades de excelência que seriam, entretanto, pouco  conhecidas. O Princeton Review incluiu Bucknell em sua lista anual de melhores universidades em custo-benefício para 2012. Bucknell está em quarto na classificação de Payscale para melhores universidades por potencial salarial.
Em 26 de janeiro de 2013, funcionários de Bucknell admitiram que as pontuações de SAT que deram ao público foi aumentada em 16 pontos, em média, entre 2006 e 2012. "Um gerente de matrícula não mais funcionário da universidade preparou estes números imprecisos," escreveu o presidente Bravman em e-mail para os ex-alunos.

## Tradições e símbolos
Em 17 de abril de 1849, os administradores aprovaram o selo de Bucknell. Este mostra o sol, um livro aberto e ondas. O sol simboliza a luz da sabedoria, enquanto o livro representa a educação superando as tempestades e as "ondas" da vida. As cores de Bucknell são o laranja e o azul, sendo aprovados por um comitê de estudantes em 1887.
O bisão é o mascote atual da Universidade Bucknell. Em 1923, o Dr. William Bartol sugeriu o animal por causa da localização de Bucknell no Buffalo Valley.

### Grito de Torcida de Bucknell
’Ray Bucknell, ’Ray Bucknell,

’Ray for the Orange and the Blue,

’Ray, ’Ray, ’Ray, ’Ray,

’Ray for the Orange and the Blue.